# Papelón
Papelón is een gemeente in de Venezolaanse staat Portuguesa. De gemeente telt 16.900 inwoners. De hoofdplaats is Papelón.